# Холм одного дерева (сезон 2)
«Холм одного дерева» (англ. One Tree Hill) — американский телесериал, молодёжная драма. Премьера состоялась 23 сентября 2003 года на телеканале The WB.
Второй сезон сериала был показан на канале НТВ.

## Сюжет
Объявив всем о своей тайной свадьбе в конце прошлого сезона, Нэйтан и Хейли думают, что теперь им лишь остаётся наслаждаться счастьем до конца жизни, как в красивых сказках, но на деле всё складывается совсем не так, как они хотели: Хейли получает возможность воплотить в реальность свои музыкальные мечты, и работа с Крисом Келлером начинает отдалять девушку от Нэйтана: она отправляется в турне по Америке и оставляет родной городок.
Любовный треугольник прошлого сезона (Лукас — Пэйтон — Брук) наконец-то разрешился, и все трое снова стали друзьями. Брук увлечена новым соседом Феликсом, причём взаимно. Младшей сестре Феликса, Анне, нравится Лукас, но у неё есть свой секрет, который она вынуждена скрывать.
Пэйтон страдает от одиночества, потому что в прошлом сезоне она почувствовала привязанность к Джейку, но проблемы с опекунством над его девятимесячной дочерью Дженни заставили его покинуть ТН. Пэйтон находится в депрессии, по-прежнему переживая смерть матери и постоянные разлуки с отцом. Экспериментирует с наркотиками. Но Джейк все-таки возвращается вместе с Дженни, и все становится на свои места. Но ненадолго – возвращение Никки, бывшей Джейка, все ставит с ног на голову, она хочет забрать дочь, Джейка арестовывают за неподчинение властям, Никки тем временем похищает Дженни и покидает ТН.
После того, как Дэн узнал, что его жена Дэб переспала с его старшим братом, он уже был готов подписать бумаги на развод, но сердечный приступ помешал этому. Он поправляется, но Дэб все ещё с ним, из-за сострадания. Чтобы отомстить брату, Дэн нанимает Джулс, чтобы заставить Кита полюбить её и потом разбить его сердце, покинув его. Все так и выходит, за исключением того, что Джулс на самом деле полюбила Кита, но тайна её появления в его жизни раскрыта, и все заканчивается, она убегает со свадьбы…
Карен решает окончить колледж, поступает в бизнес-класс и тут влюбляется в её преподавателя Энди. Они тайно встречаются, но, в итоге, Дэн разоблачает их отношения перед студентами, что создаёт множество проблем.
Дэб подсела на антидепрессанты, начинает терять контроль над собой и своей жизнью. Она попадает в реабилитационный центр и планирует покинуть ТН с Нейтаном.
В финале сезона, кажется, что буквально все ненавидят Дэна, каждый по своей причине, что выливается в попытку убить его. Жив он или мёртв? Пока это неизвестно, как впрочем, неизвестен и тот, кто пытался убить его.

## В ролях
- Чад Майкл Мюррей в роли Лукаса Скотта
- Джеймс Лафферти в роли Нейтана Скотта
- Бетани Джой Галеоти в роли Хэйли Джеймс Скотт
- Хилари Бёртон в роли Пэйтон Сойер
- София Буш в роли Брук Дэвис
- Пол Йоханссон в роли Дэна Скотта
- Крейг Шеффер в роли Кита Скотта
- Мойра Келли в роли Карен Ро
- Барбара Элин Вудс в роли Дэб Скотт
- Барри Корбин в роли Тренера Даррэма Уайти

## Приглашённые звёзды
- Ли Норрис в роли Марвина «Мауса» МакФаддена
- Энтуон Таннер в роли Энтвона «Скилза» Тейлора
- Дэннил Харрис - Рейчел Гатина
- Тайлер Хилтон - Крис Келлер
- Бэвин Принс - Бэвин Мирски
- Брайан Гринберг - Джейк Джигельски
- Эммануэль Вожье - Ники
- Майкл Копон - Феликс Таггаро
- Даниэлла Алонсо - Анна Таггаро
- Киран Хатчисон - Энди Харгроув
- Брэтт Клэйвэлл - Тим Смит
- Каллен Мосс - Джанк Моретти
- Вон Уилсон - Фергюсон Ферги Томпсон
- Линдси МакКеон - Тейлор Джеймс
- Мария Менонос - Эмили Джюлс Чамберс
- Кэтрин Бэйлсс - Эрика Марш
- Шон Шепард - Директор Тёрнер

## Описание эпизодов
| Эпизод | Название                                                                      | Дата выхода в эфир    | Режиссёр         | Сценаристы                  |
| --- | ----------------------------------------------------------------------------- | --------------------- | ---------------- | --------------------------- |
| |                                                                               |                       |                  |                             |
| 2x01 | The Desperate Kingdom Of Love / Царство отчаянной любви                       | 21 сентября 2004 года | Грег Пранж       | Марк Швон                   |
| Когда Лукас и Кит узнают, что с Деном случился сердечный приступ, они решают вернуться домой. Деб негативно реагирует на свадьбу Нэйтана и Хейли. Пейтон и Брук злятся на Лукаса за то, что он уехал не попрощавшись. Поэтому они решают наладить отношения друг с другом.                                                                    |                                                                               |                       |                  |                             |
| |                                                                               |                       |                  |                             |
| 2x02 | The Truth Doesn't Make A Noise / Тихая правда                                 | 28 сентября 2004 года | Билли Диксон     | Марк Перри                  |
| С помощью Пейтон и Брук, Лукас устраивает для Нэйтана и Хейли свадебную вечеринку. Хотя родители Хейли рады за дочь, Деб не может разделить их радость. Тем временем, Ден понимает, что пришло время наладить отношения с Деб и Лукасом. |                                                                               |                       |                  |                             |
| |                                                                               |                       |                  |                             |
| 2x03 | Near Wild Heaven / Рядом с безумными небесами                                 | 5 октября 2004 года   | Грег Пранж       | Джеймс Статеро и Чед Файфэш |
| Хотя Нэйтан и Хейли уже поженились, Тим собирается устроить для юноши холостяцкую вечеринку, а Брук уговаривает Хейли устроить девичник. Тем временем, Лукас думает о том, нужно ли ему навестить Дена в больнице. Нейтан получает работу у Кита.                                                                                             |                                                                               |                       |                  |                             |
| |                                                                               |                       |                  |                             |
| 2x04 | You Can't Always Get What You Want / Никогда не получаешь, чего хочешь        | 12 октября 2004 года  | Джоанна Кернс    | Дженнифер Сэсил             |
| Феликс, - новый сосед Брук, помогает ей, когда девушку ловят за воровство. Между Нэйтаном и Хейли происходит первая ссора. Лукас пытается помочь Дену в реабилитационный период, но он возвращается к старым привычкам. Пейтон пытается управлять клубом, и это приводит к печальным последствиям.                                            |                                                                               |                       |                  |                             |
| |                                                                               |                       |                  |                             |
| 2x05 | I Will Dare / Я осмелюсь                                                      | 19 октября 2004 года  | Томас Джей Райт  | Марк Швон                   |
| Феликс организует особую вечеринку, чтобы проверить своих одноклассников. Лукас встречает Анну - таинственную незнакомку. Пейтон признаётся, что недавно употребляла наркотики. Красавица Джулс флиртует с Китом в магазине, а Карен отправляется на свидание с Энди – своим коллегой.                                                        |                                                                               |                       |                  |                             |
| |                                                                               |                       |                  |                             |
| 2x06 | We Might As Well Be Strangers / Словно чужие                                  | 26 октября 2004 года  | Сэнди Букстэйвер | Тэррэнс Коли                |
| Лукас проводит приятный вечер с Анной. Энди устраивает для Карен романтический ужин, а Кит готовит для Джулс на их первом свидании. Феликс отвечает Брук взаимностью, а Пейтон составляет программу для открытия клуба. |                                                                               |                       |                  |                             |
| |                                                                               |                       |                  |                             |
| 2x07 | Let The Reigns Go Loose / Вечер безумств                                      | 2 ноября 2004 года    | Дэвид Пэймер     | Р. Ли Флемминг-Младший      |
| Все жители города собираются на открытии клуба Карен. Лукас и Феликс борются за внимание Анны. Когда Крис отказывается выступать на открытии, Хейли понимает, что должна побороть свой страх сцены, чтобы помочь Пейтон. |                                                                               |                       |                  |                             |
| |                                                                               |                       |                  |                             |
| 2x08 | Truth, Bitter Truth / Горькая правда                                          | 9 ноября 2004 года    | Билли Диксон     | Стэйси Ракейзер             |
| Брук, Пейтон и Анна устраивают девичник у Хейли. Тем временем, по пути на игру, Нэйтан узнаёт кое-что важное о болезни отца. После неловкой встречи Карен, с Китом и Джулс, - Карен и Энди проводят вместе ночь. |                                                                               |                       |                  |                             |
| |                                                                               |                       |                  |                             |
| 2x09 | The Trick Is To Keep Breathing / Задержи дыхание                              | 16 ноября 2004 года   | Джон Ашер        | Джеймс Статеро и Чед Файфэш |
| Хотя на школьный бал Лукас приходит с Анной, к концу вечера он оказывается с Брук. Из-за Криса Хейли опаздывает на бал, что выводит из себя Нэйтана. Пейтон понимает, что у неё серьёзные проблемы с наркотиками. |                                                                               |                       |                  |                             |
| |                                                                               |                       |                  |                             |
| 2x10 | Don't Take Me For Granted / Не воспринимай меня как должное                   | 30 ноября 2004 года   | Лев Л. Спайро    | Марк Швон                   |
| Беспокоясь о здоровье брата, Нэйтан сообщает Карен, что Лукас не прошёл обследование. Кит принимает деловое предложение Дена. Пейтон сталкивается в школе со слухами, что является лесбиянкой, что сильно меняет её взаимоотношения с Анной, в то время как отношения Нэйтана и Хейли продолжают стремительно разрушаться.                    |                                                                               |                       |                  |                             |
| |                                                                               |                       |                  |                             |
| 2x11 | The Heart Brings You Back / Сердце вернёт тебя домой                          | 25 января 2005 года   | Мэтт Шекман      | Марк Перри                  |
| Хейли удивляет приезд её старшей сестры Тейлор. Но не так как Нэйтана, узнавшего в девушке одну из бывших подружек. Тем временем Брук и Феликс решают начать романтические отношения. Джейк вновь появляется в городе. Анна открывает свою тайну Лукасу.                                                                                      |                                                                               |                       |                  |                             |
| |                                                                               |                       |                  |                             |
| 2x12 | Between Order & Randomness / Порядок и случайность                            | 1 февраля 2005 года   | Бэтани Руни      | Тэррэнс Коли                |
| Нэйтан рассказывает Хейли о своих отношениях с Тейлор. Лукас отказывается пройти обследование. Кит делает предложение Джулс, а Брук борется за улучшение трудовых условий на работе. |                                                                               |                       |                  |                             |
| |                                                                               |                       |                  |                             |
| 2x13 | The Hero Dies In This One / В нём умирает герой                               | 8 февраля 2005 года   | Кевин Даулинг    | Дженнифер Сэсил             |
| Хейли задумывается о своей музыкальной карьере, Лукас решает переехать к Дену, что ставит под угрозу отношения мальчика колокольчика с Карен и Нэйтаном. Брук возлагает на себя обязанности, к которым не была готова. Дружба Пейтон и Джейка становится крепче.                                                                              |                                                                               |                       |                  |                             |
| |                                                                               |                       |                  |                             |
| 2x14 | Quiet Things That No One Ever Knows / Обычные вещи, которых никто не замечает | 15 февраля 2005 года  | Бабу Сабраманям  | Р. Ли Флемминг-Младший      |
| Отношения Хейли и Нэйтана переживают кризис. Карен пытается понять своего сына, переехавшего к Дену и Деб. С помощью Мауса, Брук становится президентом школьного совета. Джейк целует Пейтон. |                                                                               |                       |                  |                             |
| |                                                                               |                       |                  |                             |
| 2x15 | Unopened Letter To The World / Непрочитанное письмо миру                      | 22 февраля 2005 года  | Грег Пранж       | Марк Швон                   |
| В школе готовятся заложить мемориальную капсулу, и ребята раскрывают свои секреты перед объективом видеокамеры. Из-за несдержанности Нэйтана, он и Лукас оказываются в тюрьме. Отношения Джейка и Пейтон получают дальнейшее развитие. Феликс празднует триумф Брук. Лукас предпочитает остаться с Деном и Деб.                               |                                                                               |                       |                  |                             |
| |                                                                               |                       |                  |                             |
| 2x16 | Somewhere A Clock Is Ticking / Там, где время бежит                           | 1 марта 2005 года     | Билли Диксон     | Стэйси Ракейзер             |
| В городе переполох. И всё из-за свадьбы Кита и Джулс. Брук просит Лукаса пойти с ней на свадьбу в качестве её молодого человека. Нэйтан принимает важное решение относительно своих отношений с Хейли, а Джейк и Пейтон решаются на важный шаг… Тем временем, Карен и Энди узнают о связи Джулс и Дена.                                       |                                                                               |                       |                  |                             |
| |                                                                               |                       |                  |                             |
| 2x17 | Something I Can Never Have / Без тебя                                         | 19 апреля 2005 года   | Пол Йоханссон    | Майк Хирро и Дэвид Страусс  |
| Кит узнаёт, что Ден платил Джулс, чтобы она встречалась с Китом. Анна обращается за помощью к Феликсу, но вскоре узнаёт, что это он испортил шкафчик Пейтон. Брук хочет покинуть город, а Нэйтан собирается вернуть Хейли домой. |                                                                               |                       |                  |                             |
| |                                                                               |                       |                  |                             |
| 2x18 | The Lonesome Road / Дорога одиночества                                        | 26 апреля 2005 года   | Томас Джей Райт  | Джон Норрис                 |
| Возвращаясь домой от Хейли, Нэйтан заезжает к Тейлор. К Анне приезжает бывшая подружка, и девушка решает рассказать родителям о своей сексуальной ориентации. Лукас и Энди пытаются сбить спесь с Дена, Карен помогает Брук, Пейтон и Джеку скрывать малышку Дженни от Ники.                                                                  |                                                                               |                       |                  |                             |
| |                                                                               |                       |                  |                             |
| 2x19 | I'm Wide Awake, It's Morning / А на утро я проснулся                          | 3 мая 2005 года       | Томас Джей Райт  | Марк Швон                   |
| Купер, дядя Нэйтана приезжает в город и предлагает Нэйтану и Лукасу поехать с ним на гоночные соревнования. Там они принимают вызов красавицы Дайтоны и её самоуверенного брата Джерета. Но машина Нэйтана теряет управление. Деб пристрастилась к таблеткам для обезболивания.                                                               |                                                                               |                       |                  |                             |
| |                                                                               |                       |                  |                             |
| 2x20 | Lifetime Piling Up / Время исцеляет                                           | 10 мая 2005 года      | Лэс Батлер       | Марк Перри                  |
| Находясь в госпитале, Нэйтан видит сон, в котором Ден остался с Лукасом и Карен. Во сне Лукас богат и популярен, а Нэйтану приходится бороться за уважение окружающих. |                                                                               |                       |                  |                             |
| |                                                                               |                       |                  |                             |
| 2x21 | What Could Have Been / А что если бы...?                                      | 17 мая 2005 года      | Бэтани Руни      | Дженнифер Сэсил             |
| Нэйтана выписывают из больницы, и он возвращается домой, где находит кучу неоплаченных счетов и уведомление о выселении. Лукас, Пейтон и Брук пытаются найти для него деньги, но Ден опережает ребят. Как бы там ни было, делая подарок, он преследует корыстные цели – Ден хочет, чтобы Нэйтан аннулировал свой брак с Хейли.                |                                                                               |                       |                  |                             |
| |                                                                               |                       |                  |                             |
| 2x22 | The Tide That Left & Never Came Back / Прилив покинул нас и не вернулся       | 24 мая 2005 года      | Томас Джей Райт  | Марк Швон                   |
| Отношения между Лукасом и Брук накаляются, когда они приезжают в Нью-Йорк к Хейли. Нэйтан и Деб решают оставить Дена, но он вскоре узнаёт об их намерениях. Пейтон очень рада, когда ей удаётся пригласить группу «Jimmy Eat World» на вечеринку по поводу освобождения Джейка. Тем временем, Энди приглашает Карен на лето в Новую Зеландию. |                                                                               |                       |                  |                             |
| |                                                                               |                       |                  |                             |
| 2x23 | The Leavers Dance / Прощальный танец                                          | 24 мая 2005 года      | Грег Пранж       | Марк Швон                   |
| Карен хочет уехать в Новую Зеландию, но она никак не может связаться с Энди. Ден ссорится с Лукасом. Брук уезжает на каникулы из города. Ден в ловушке – кто-то устроил пожар в его конторе. Хейли приезжает, чтобы встретиться с Нэйтаном.                                                                                                   |                                                                               |                       |                  |                             |
| |                                                                               |                       |                  |                             |